# Phatch
O Phatch (PHoto & BATCH) é um editor de gráficos raster utilizado para o processamento em lote de gráficos e fotografias digitais. O Phatch pode ser utilizado no ambiente de trabalho como um programa GUI ou no servidor como um programa de consola.

## Operação
As acções típicas incluem redimensionamento, rotação, corte, conversão, aplicação de sombras, cantos arredondados, perspetiva, reflexão e conversão entre diferentes formatos de imagem.[carece de fontes?] O Phatch também pode ser utilizado para renomear ou copiar ficheiros de imagem com base nas etiquetas do modelo de troca de informações Exif ou IPTC.
O inspetor de imagens pode ser utilizado para explorar os metadados armazenados nas imagens. Os separadores podem ser alternados para qualquer ação, o que é especialmente útil para renomear ou copiar ficheiros, mas também para definir dados como a data, hora, abertura ou velocidade do obturador na imagem. Podem ser abertos vários inspectores ao mesmo tempo para comparar os valores das etiquetas com uma pré-visualização da imagem.
O Phatch pode ser convertido num menu pendente que permanece como um pequeno gráfico em cima de outras janelas. Processa imagens que são arrastadas e largadas sobre ele.
O Phatch tem uma consola Python interactiva incorporada para explorar os aspectos internos do programa.

## Desenvolvimento
Stani Michiels desenvolveu o Phatch em Linux (Ubuntu). O logótipo, a mascote e alguns ícones foram desenhados pelo Admiror Design Studio. Os outros ícones foram retirados da biblioteca Clipart aberta. O processamento de imagens do Phatch é feito com a biblioteca de imagens Python. O Phatch usa o Bazaar em combinação com o Launchpad para coordenar o seu desenvolvimento e traduções. O Phatch tem uma API Python (wxPython) e é extensível através de Python.

## Limitações
O Phatch não fornece uma pré-visualização ao vivo da manipulação de imagens e não tem suporte integrado para sistemas de ficheiros remotos. Embora o Phatch seja executado a partir da fonte no Windows e no Mac OS X, não há instaladores binários finais disponíveis para essas plataformas, embora os desenvolvedores tenham disponibilizado um instalador binário de pré-lançamento para o OS X em maio de 2010.

## Distribuição
O código-fonte do Phatch é publicado na sua página inicial. Os pacotes binários estão disponíveis nos repositórios das principais distribuições Linux, como Debian, Ubuntu, ArchLinux, Fedora e OpenSuse. Phatch requer Python, Python Imaging Library e wxPython (2.6 ou superior) para a interface gráfica. Os utilizadores podem instalar pyexiv2 para melhor suporte de Exif e IPTC IIM.
Atualmente, o site está fora do ar e o Phatch não está mais disponível para download junto com as dependências Python para o Phatch.

## Recepção crítica
A avaliação do Phatch 0.0.bzr157 feita pelo editor Softpedia concedeu 4 estrelas no geral, destacando a interface limpa e simples, a estabilidade do programa e as ações de processamento em lote. O facto de permitir que o utilizador utilize Python para criar processos em lote adicionais também foi considerado uma vantagem em relação a produtos semelhantes. As críticas incluem a falta de um ficheiro de ajuda ou de um menu de preferências. Alguns processos, como o “Conversion Mode”, causavam erros que não eram reportados no registo de erros.
A opinião da revista Linux Pratique foi que o Phatch 0.1.3 preencheu a lacuna entre o GIMP e o Imagemagick, com uma interface fácil de usar que poupa muito tempo no processamento em lote. Em geral, foi considerado como oferecendo menos recursos do que esses dois programas.
O Phatch 0.1.6 foi apresentado juntamente com o GIMP na capa da revista Linux+, maio de 2009.5.